# ديكون جونز (ممثل)
ديكون جونز (بالإنجليزية: Deacon Jones) هو لاعب كرة قدم أمريكية وممثل أمريكي، ولد في 9 ديسمبر 1938 في إيتونفيل في الولايات المتحدة، وتوفي في 3 يونيو 2013 في آناهايم في الولايات المتحدة بسبب سرطان الرئة. من الجوائز التي نالها قاعة مشاهير محترفي كرة القدم.

## أعمال

### أفلام
- (1978) السماء بإمكانها الانتظار[6]

## جوائز
- قاعة مشاهير محترفي كرة القدم

## وصلات خارجية
- ديكون جونز على موقع مرجع كرة القدم المحترفة.كوم (الإنجليزية)
- ديكون جونز على موقع قاعة فلوريدا للمشاهير الرياضية (الإنجليزية)
- ديكون جونز على موقع قاعة كاليفورنيا للمشاهير الرياضية (الإنجليزية)
- ديكون جونز على موقع IMDb (الإنجليزية)
- ديكون جونز على موقع الموسوعة البريطانية (الإنجليزية)
- ديكون جونز على موقع قاعدة بيانات الأفلام السويدية (السويدية)
- ديكون جونز على موقع إن إن دي بي (الإنجليزية)
- ديكون جونز على موقع قاعدة بيانات الفيلم (الإنجليزية)